# Myanmaranthus roseiflorus
Myanmaranthus roseiflorus là một loài thực vật có hoa trong họ Marantaceae. Nó là loài duy nhất trong chi Myanmaranthus, được tìm thấy tại bang Kachin (miền bắc Myanmar).
Myanmaranthus khác về mặt hình thái với chi có quan hệ họ hàng gần nhất là Phrynium ở chỗ có sự kết hợp của các đặc điểm sau: kiểu mọc/phát triển nơ lá, cụm hoa hình chùy lỏng lẻo mọc ra từ thân rễ, không có lá giữa (interphyll) và lá bắc con, mỗi lá bắc hữu sinh có một hoa màu hồng duy nhất.

## Lịch sử phân loại
Năm 2022 Nobuyuki Tanaka, Tetsuo Ohi-Toma, Piyakaset Suksathan, Mu Mu Aung, Axel Dalberg Poulsen, Salasiah Mohamad và Kate E. Armstrong mô tả chi Myanmaranthus với loài duy nhất là Myanmaranthus roseiflorus.

## Từ nguyên
Tên chi Myanmaranthus có nguồn gốc từ tên gọi Myanmar, quốc gia nơi mà chi và loài này được tìm thấy. Tính từ định danh loài roseiflorus là để chỉ tới màu hồng của hoa.

## Mẫu định danh
Mẫu định danh Ken Sar 2844 do Kate Armstrong, Thet Yu Nwe, Moe Myint Thu, San Naing Dee, Zaw Naing Tun, Hla Naing Htay và Pa Rang Gang thu thập ngày 9/6/2017 ở tọa độ  27°34′16″B 97°46′12″Đ / 27,57111°B 97,77°Đ, cao độ 568 m, dọc đường tới Kasankhu, thuộc vùng đệm của Vườn quốc gia Hkakaborazi, trấn Naungmung (Naungmoon, Nogmung), huyện Putao, bang Kachin.
Holotype lưu giữ tại Vườn Thực vật New York (NY, New York, Hoa Kỳ). Các isotype lưu giữ tại Vườn Thực vật Hoàng gia tại Edinburgh (E, Edinburgh, Scotland), Viện Nghiên cứu rừng Myanmar (RAF, Nay Pyi Taw, Myanmar) và Ủy ban Vườn quốc gia Singapore (SING, Singapore).